# Records du Mexique en natation
La liste des records mexicains en natation est tenue par la Fédération mexicaine de natation.

## Hommes
Bassin de 50 m.
| Épreuve           | Temps          | +       | Nageur | Date                            | Compétition                                                    | Lieu                    | Ref   |
| ----------------- | -------------- | ------- | --- | ------------------------------- | -------------------------------------------------------------- | ----------------------- | ----- |
| Nage libre        |                |         | |                                 |                                                                |                         |       |
| 50 m              | 22 s 63        |         | Daniel Ramírez | 25 juillet 2018                 | Jeux d'Amérique centrale et des Caraïbes                       | Barranquilla            | [ 1 ] |
| 100 m             | 49 s 07        | (série) | Jorge Iga | 20 juillet 2018                 | Jeux d'Amérique centrale et des Caraïbes                       | Barranquilla            | [ 2 ] |
| 200 m             | 1 min 47 s 19  |         | Jorge Iga | 24 juillet 2018                 | Jeux d'Amérique centrale et des Caraïbes                       | Barranquilla            | [ 3 ] |
| 400 m             | 3 min 51 s 52  |         | Ricardo Vargas | 23 juillet 2018                 | Jeux d'Amérique centrale et des Caraïbes                       | Barranquilla,           | [ 4 ] |
| 800 m             | 7 min 58 s 81  |         | Ricardo Vargas | 9 juin 2018                     | TYR Pro Swim Series                                            | Santa Clara, Californie | [ 5 ] |
| 1 500 m           | 15 min 11 s 53 | (série) | Ricardo Vargas | 12 août 2016                    | Jeux olympiques                                                | Rio de Janeiro          | [ 6 ] |
| Dos               |                |         | |                                 |                                                                |                         |       |
| 50 m              | 25 s 98        | (série) | Daniel Torres | 24 juillet 2018                 | Jeux d'Amérique centrale et des Caraïbes                       | Barranquilla            | [ 7 ] |
| 100 m             | 55 s 94        |         | Andy Song | 22 juillet 2018                 | Jeux d'Amérique centrale et des Caraïbes                       | Barranquilla            | <     |
| 200 m             | 1 min 59 s 95  |         | Andy Song | 23 juillet 2018                 | Jeux d'Amérique centrale et des Caraïbes                       | Barranquilla            |       |
| Brasse            |                |         | |                                 |                                                                |                         |       |
| 50 m              | 27 s 71        |         | Alejandro Jacobo Miguel de Lara | 28 juillet 2009 23 juillet 2018 | Championnats du monde Jeux d'Amérique centrale et des Caraïbes | Rome Barranquilla       | <     |
| 100 m             | 1 min 0 s 67   |         | Miguel de Lara | 21 juillet 2018                 | Jeux d'Amérique centrale et des Caraïbes                       | Barranquilla            | <     |
| 200 m             | 2 min 11 s 77  |         | Miguel de Lara | 25 juillet 2018                 | Jeux d'Amérique centrale et des Caraïbes                       | Barranquilla            |       |
| Papillon          |                |         | |                                 |                                                                |                         |       |
| 50 m              | 24 s 01        |         | Jorge Iga | 22 juillet 2018                 | Jeux d'Amérique centrale et des Caraïbes                       | Barranquilla            | <     |
| 100 m             | 52 s 22        |         | Long Gutiérrez | 8 août 2015                     | Championnats des États-Unis de natation                        | San Antonio             | <     |
| 200 m             | 1 min 57 s 32  |         | Juan José Veloz | 11 août 2008                    | Jeux olympiques                                                | Pékin                   |       |
| Quatre nages      |                |         | |                                 |                                                                |                         |       |
| 200 m             | 2 min 2 s 31   |         | José Martínez | 7 mai 2017                      | Arena Pro Swim Series                                          | Atlanta                 | <     |
| 400 m             | 4 min 19 s 98  |         | Ricardo Vargas | 22 juillet 2018                 | Jeux d'Amérique centrale et des Caraïbes                       | Barranquilla            | <     |
| Relais nage libre |                |         | |                                 |                                                                |                         |       |
| 4 × 100 m         | 3 min 18 s 60  |         | Équipe nationale Daniel Ramírez (49 s 79) Horus Briseño (50 s 16) Jorge Iga (49 s 23) Long Gutiérrez (49 s 42)                                                | 24 juillet 2018                 | Jeux d'Amérique centrale et des Caraïbes                       | Barranquilla            |       |
| 4 × 200 m         | 7 min 22 s 12  |         | Équipe nationale Long Gutiérrez (1 min 48 s 87) Luis Campos (natation) (1 min 51 s 15) José Martinez (natation) (1 min 50 s 85) Julio Olivera (1 min 51 s 25) | 15 juillet 2015                 | Jeux panaméricains                                             | Toronto                 | [ 8 ] |
| Relais 4 nages    |                |         | |                                 |                                                                |                         |       |
| 4 × 100 m         | 3 min 40 s 41  |         | Équipe nationale Andy Song (56 s 46) Mauro Castillo (1 min 1 s 07) Long Gutiérrez (53 s 74) Jorge Iga (49 s 14)                                               | 25 juillet 2018                 | Jeux d'Amérique centrale et des Caraïbes                       | Barranquilla            | [ 9 ] |